# ASKÖ Leonding
Die ASKÖ (Arbeitsgemeinschaft für Sport und Körperkultur in Österreich) Leonding ist ein Sportverein aus Leonding nahe Linz. Mit seiner Jugendarbeit diente die Fußballabteilung des Vereins bereits des Öfteren als Starthilfe einiger Talente zu großen Klubs in Oberösterreich.

## Geschichte
Der ATSV Leonding wurde bereits 1922 als Turnverein gegründet, musste jedoch aufgrund der damaligen politischen Lage im Jahre 1934 aufgelöst werden. Die Neugründung des heutigen Vereins erfolgte schließlich, nach dem Zweiten Weltkrieg, im September 1946. Das erste Meisterschaftsspiel des ATSV Leonding wurde am 24. August 1947 gegen SV Alkoven mit 3:2 gewonnen. 1951 stiegen sie das erst mal in die damals drittklassige Landesliga Oberösterreich auf. In der Folgesaison 1951/52 stiegen sie jedoch wieder ab.
Zwischen 1966 und 1997 war die erfolgreichste Zeit des Vereins. Zu dieser Zeit spiele man in der 1. und 2. Landesliga Oberösterreichs und 1993 konnte als größter Erfolg der Traunviertelcup gewonnen werden. In den folgenden Jahren konnte man nicht mehr an frühere Erfolge anknüpfen und stieg mehrfach ab, bis man sich schließlich in der 2. Klasse Mitte wiederfand. Mit dem Meistertitel 2011 konnte man jedoch wieder aufsteigen und hält sich seither im Mittelfeld der 1. Klasse Mitte.
1976 wurde der Name des Vereins in ASKÖ Leonding geändert.

## Platzierungen
| Saison                                               | Liga (Hierarchie)                  | Platz | S  | U  | N  | +/- | Pkt. |
| ---------------------------------------------------- | ---------------------------------- | ----- | -- | -- | -- | --- | ---- |
| 2001/02                                              | 1. Klasse Mitte (VII)              | 11    | 6  | 1  | 15 | −23 | 19   |
| 2002/03                                              | 2. Klasse Mitte Nord (VIII)        | 6     | 9  | 5  | 8  | +6  | 32   |
| 2003/04                                              | 2. Klasse Mitte Nord (VIII)        | 2     | 19 | 3  | 4  | +48 | 60   |
| 2004/05                                              | 1. Klasse Mitte (VII)              | 11    | 8  | 6  | 12 | −15 | 30   |
| 2005/06                                              | 1. Klasse Mitte (VII)              | 12    | 8  | 2  | 16 | −24 | 26   |
| 2006/07                                              | 1. Klasse Mitte (VII)              | 12    | 5  | 10 | 11 | −13 | 25   |
| 2007/08                                              | 2. Klasse Mitte (VIII)             | 4     | 13 | 3  | 8  | +21 | 42   |
| 2008/09                                              | 2. Klasse Mitte (VIII)             | 3     | 16 | 3  | 7  | +23 | 51   |
| 2009/10                                              | 2. Klasse Mitte (VIII)             | 5     | 14 | 0  | 12 | +7  | 42   |
| 2010/11                                              | 2. Klasse Mitte (VIII)             | 1     | 19 | 3  | 2  | +51 | 60   |
| 2011/12                                              | 1. Klasse Mitte (VII)              | 10    | 9  | 5  | 12 | 0   | 32   |
| 2012/13                                              | 1. Klasse Mitte (VII)              | 10    | 5  | 12 | 9  | −7  | 27   |
| 2013/14                                              | 1. Klasse Mitte (VII)              | 8     | 9  | 7  | 10 | −5  | 34   |
| 2014/15                                              | 1. Klasse Mitte (VII)              | 4     | 11 | 7  | 8  | +10 | 40   |
| 2015/16                                              | 1. Klasse Mitte (VII)              | 10    | 80 | 50 | 13 | −17 | 290  |
| 2016/17                                              | 1. Klasse Mitte (VII)              | 11    | 6  | 3  | 15 | −30 | 21   |
| 2017/18                                              | 1. Klasse Mitte (VII)              | 13    | 6  | 4  | 16 | −37 | 22   |
| 2018/19                                              | 2. Klasse Mitte (VIII)             | 6     | 12 | 3  | 9  | +1  | 39   |
| 2019/20                                              | 2. Klasse Mitte (VIII) abgebrochen | 1     | 10 | 1  | 1  | +53 | 31   |
| 2020/21                                              | 2. Klasse Mitte (VIII) abgebrochen | 4     | 8  | 1  | 2  | +20 | 25   |
| 2021/22                                              | 2. Klasse Mitte (VIII)             | 1     | 21 | 2  | 3  | +80 | 65   |
| 2022/23                                              | 1. Klasse Mitte (VII)              | 7     | 11 | 3  | 12 | −8  | 36   |
| 2023/24                                              | 1. Klasse Mitte (VII)              | 1     | 19 | 4  | 3  | +30 | 61   |
| Grün unterlegt: Aufstiege \| Rot unterlegt: Abstiege |                                    |       |    |    |    |     |      |

## Erfolge
- Traunviertelcup: 1. Platz 1993
- Doppelmeisterschaft Saison 2021/22
- Doppelmeisterschaft Saison 2023/24

## Fans & Rivalitäten
Die Anhänger der Leondinger sind tief verwurzelt mit ihrem Verein und stehen trotz der seit Jahrzehnten durchwachsenen Leistung immer hinter der Mannschaft. Der wichtigste Fanklub der Leondinger sind die Gfrasta 4060 (G46), die jedoch die Unterstützung bis auf Weiteres beendeten, nachdem es Differenzen mit dem Verein gab. Einige Mitglieder der Szene sind aber dennoch immer wieder bei Heim- und Auswärtsspielen anzutreffen. „You Can't Stop Leonding“ ist dabei der wohl bekannteste Chant dieser Gruppe, der auch heute noch durch das Gaumbergstadion schallt.
Rivalitäten bestehen mit den beiden anderen lokalen Fußballvereinen Union Leonding und ASKÖ Doppl Hart 74 sowie einigen anderen kleinen Vereinen im Leondinger Umland. Das Spiel gegen Union Leonding gilt als das prestigeträchtige Stadtderby und ist bekannt für brisante Duelle am Feld und auf den Rängen. Weniger brisant gilt das Derby gegen ASKÖ Doppl Hart 74, da aufgrund der unterschiedlichen Ligazugehörigkeit der vergangenen Jahre die Begegnungen immer seltener wurden.
Mit dem Meistertitel und den damit verbundenen Aufstieg in der Saison 2023/24 in die Bezirksliga sind erstmals alle 3 Leondinger Vereine in der Bezirksliga vertreten.

## Spielstätten
Der Spielbetrieb und das Training wurde von Beginn an auf der sogenannten Scheiblwiese in Gaumberg an der Paschinger Straße durchgeführt. 1986 wurde die Sportanlage umgestaltet und das neue Sportheim errichtet. Die Heimspiele werden seitdem im Gaumbergstadion ausgetragen.

## Bekannte Spieler
- Thomas Laschinger[3]
- Jürgen Müller
- Rupert Lehermayer
- Ingolf Riedl
- Stefan Auer
- Konstantin Wawra
- Gabriel Schneider
- Emir Karic

## Statistiken und Rekorde
- Höchster Heimsieg: 1960/61 13:0 gegen SV Lichtenberg[4]
- Höchster Auswärtssieg: 2021/22 22:0 gegen ASKÖ Franckviertel[5]
- Höchste Niederlage: 1949/50 1:12 gegen Polizei Linz
- Rekordspieler: Walter Hametner II 466 Spiele
- Rekordtorschütze: Josef Haderer 222 Tore